# FK Rudar Prijedor
Fudbalski klub Rudar Prijedor bosanskohercegovački je nogometni klub iz Prijedora. Trenutačno se natječe u Premijer ligi BiH.

## Povijest
Klub je osnovan 1928. godine u mjestu Ljubija kod Prijedora. Krajem 1940-ih se uključuju u službena ligaška natjecanja, igrajući tako u Podsaveznu ligu Banja Luka, Prvu zonsku ligu BiH, Međupodsaveznu ligu Banja Luka, Međuzonsku ligu Bosne i Banjalučka zonska liga, koju osvajaju u sezoni 1966./67. i postaju članovi Druge savezne lige – Zapad. Otad klub većinu utakmica počinje igrati u obližnjem Prijedoru, a uskoro tamo seli i sjedište kluba. Do raspada SFRJ klub je uglavnom član Druge savezne lige, uz povremene sezone u Republičkoj ligi BiH, Regionalnoj ligi BiH i Međurepubličkoj ligi – Zapad.  
 
U sezonama 1970./71. i 1971./72. su doprvaci 2. savezne lige – Zapad i igraju kvalifikacije za 1. saveznu ligu. U sezoni 1988./89. "Rudar" je došao do poluzavršnice Kupa maršala Tita. 
 
Početkom rata u BiH, u srpnju 1992. dolazi do spajanja "Rudara" i "OFK Prijedora" u zajednički klub naziva FK "Rudar Prijedor".  
Od 1995. godine se uglavnom natjecao u Prvoj ligi RS, a u sezoni 2008./09. osvajaju prvo mjesto i plasman u Premijer ligu BiH što je jedan od najvećih uspjeha kluba u povijesti. "Rudar" je u Premijer ligi BiH ostvario najbolji rezultat, zauzevsi 8. mjesto u sezoni 2010./11. Iz Premijer lige ispadaju u sezoni 2013./14. kao petanestoplasirana momčad. Već naredne sezone ostvaruju povratak u Premijer ligu u kojoj se zadržavaju samo jednu sezonu i opet ispadaju u Prvu ligu RS.

## Uspjesi

### Do 1991.
- Druga savezna liga – Zapad
  - doprvak: 1970./71., 1971./72.
- Međurepublička liga – Zapad 
  - prvak: 1988./89.
- Republička liga BiH 
  - prvak: 1975./76., 1983./84.
  - doprvak: 1974./75.
- Banjalučka zonska liga 
  - prvak: 1966./67.
- Regionalna liga BiH 
  - prvak: 1982./83. (Zapad)
- Međupodsavezna liga Banja Luka 
  - prvak: 1961./62.

### Nakon 1991.
- Prva liga Republike Srpske 
  - prvak: 2008./09., 2014./15., 2020./21.
  - doprvak: 1995./96., 2017./18.
- Prva liga RS – Zapad 
  - prvak: 1995./96.
- Druga liga RS – Zapad 
  - prvak: 2001./02., 2007./08.
- Kup Republike Srpske 
  - pobjednik: 2014./15.
  - finalist: 1994./95., 2005./06., 2013./14., 2019./20.

## Unutrašnje poveznice
- OFK Prijedor
- Ljubija
- Prijedor

## Vanjske poveznice
- Službene stranice FK Rudar